# Liste der Gerechten unter den Völkern aus Ungarn

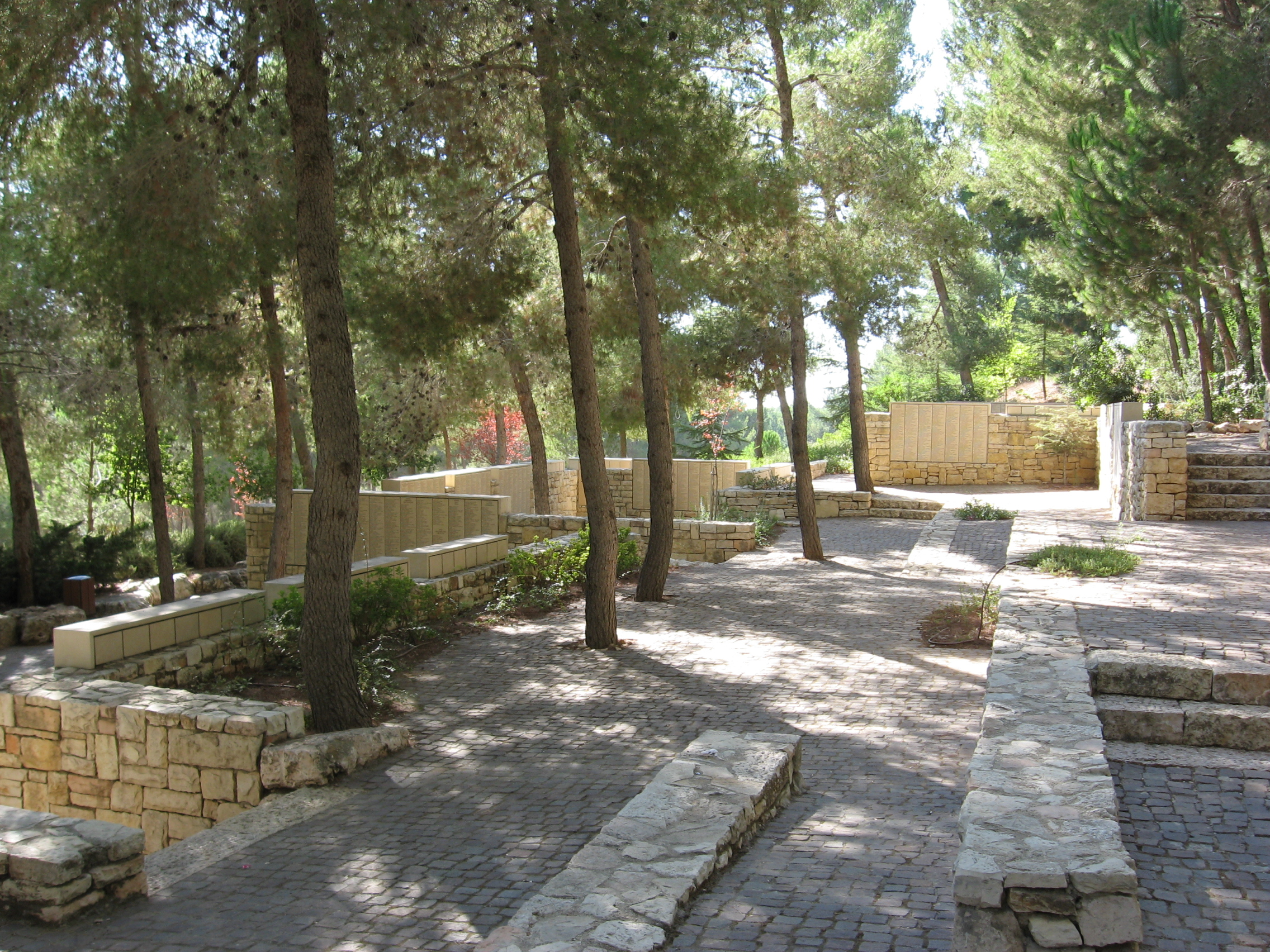
Der Garten der Gerechten unter den Völkern

Die Liste der Gerechten unter den Völkern aus Ungarn führt in alphabetischer Reihenfolge diejenigen Ungarn und Ungarinnen auf, die von der Gedenkstätte Yad Vashem mit dem Titel Gerechter unter den Völkern geehrt wurden.

## Hintergrund
Dieser Titel wird an jüdische Einzelpersonen verliehen, die unter nationalsozialistischer Herrschaft während des Zweiten Weltkriegs ihr Leben einsetzten, um Juden vor der Ermordung zu retten.
876 Ungarn und Ungarinnen haben bisher (Stand: 1. Januar 2022) den Titel Gerechter unter den Völkern verliehen bekommen.

## Liste
Grundlage der Liste ist die durch Yad Vashem im Internet veröffentlichte Liste, die nur die im Englischen üblichen Standardbuchstaben nutzt. In den meisten Fällen wurde die Schreibweise an die ungarische angepasst. In einigen Fällen ist dies noch nicht geschehen. Die Liste ist alphabetisch nach Nachnamen geordnet. Hinter dem Namen ist jeweils das Geburtsdatum, das Sterbedatum, der Ort der Rettung, der Grund der Ehrung und das Jahr der Ehrung angegeben.

### A
| Name          | Geboren | Gestorben | Ort der Rettung | Grund der Ehrung | Jahr |
| ------------- | ------- | --------- | --------------- | ---------------- | ---- |
| Vera Altarasz |         |           |                 |                  | 1998 |

| - Clara Ambrus (Bayer), 2006 - Béla Angyalosi, 1995 - Mária Anker, 1991 - Rozália Antal, 1973 - János Antal, 1992 | - József Antall Senior, 1989 - Kálmán Appan & Mária, 1987 - Vilmosné Aradi, 2000 - Lajos Arnoczky (Deak, Flora), 1989 - István Asboth, 2002 - Elisabeth Auer (Gerechte unter den Völkern) (Tótfalusi), 1977 |

### B
| Name            | Geboren | Gestorben | Ort der Rettung | Grund der Ehrung | Jahr |
| --------------- | ------- | --------- | --------------- | ---------------- | ---- |
| Gáborné Bakonyi |         |           |                 |                  | 1986 |

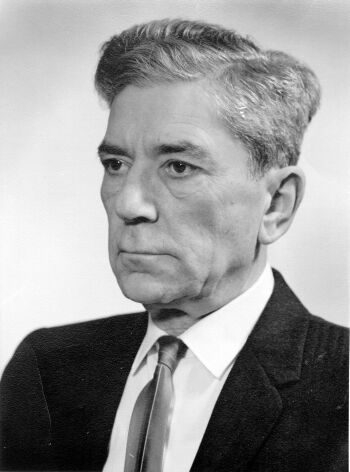
Zoltán Bay

| - József Balázs & Józsefné Balázs (Margit), 1998 - József Balázs, 1999 - Juliska Balázs, 1999 - Ferenc Balázs, 2009 - Péter Balla & Vilma Balla, 1995 - Endre Balog, 1967 - Jenő Balogh & Klara Balogh (Szalai), 2011 - Dezsőné Bán (Szalmas, Ilona), 1995 - Ferenc Bánkuti & Teresa Bánkuti, 1983 - Tibor Baranski, 1979 - Anna Bartalis, 1997 - György Bartha, 1995 - Ignác Bartha & Mária, 1997 - Imre Báthory, 1986 - Gusztav Bauer & Gusztavné Bauer; Kinder: Josefa Bauer, Ilona Bauer, Ferenc Bauer, 2002 - József Baumann, 1998 - Mihályné Baumgarten (Kopp Apollónia), 1995 - Zoltán Bay, 1998 - Lászlóné Becsi, 2001 - Pálné Bellak, 1994 - Rudolf Bena, 1994 - Gizella Benkovics, 2001 - László Benyei, 2002 - Albert Bereczky, 1997 - Francis Berend, 2004 - Józsefné Berényi, 2011 - Pál Berko, 2001 | - Alexander-Sándor Bernhart, 1994 - Vilma Bernovits, 2003 - István Besenyő & Klára Besenyő, 2001 - Nandor Bilkei Gorzo & Margit Bilkei Gorzo, 2005 - Albertné Bíró (Szerencse Margit), 1998 - Károly Bitter, 1995 - Helmut Bittner, 1973 - István Blazsej und Ehefrau, 1994 - György Bobaly, 2000 - János Bobula, 2001 - Viktor Bodry & Matilda Bodry, 1997 - Margit Bognár, 1999 - József Bolechlav & Sari Bolechlav, 2002 - György Bontos & Sohn Ferenc Bontos, 2002 - Frigyes Bors, 2002 - Nikola Bosnjak, 2010 - József Bosze & Erzsébet Bosze, 1985 - Sándor Bosznay & Roza, 2000 - Lajos Böszörményi & Manci, 1992 - Elza Brandeisz, 1995 - Paula Breiner-Einetter, 1990 - Ferencné Breitner (Halek Ilona), 1996 - Éva Brencsan (Gervay), 1987 - József Buday & Margit Buday, 2001 - Juliana Bugarova, 2011 - László Burza, 1990 - János Buzi Tochter Zsuzsanna Buzi, 2005 |

### C
| Name          | Geboren | Gestorben | Ort der Rettung | Grund der Ehrung | Jahr |
| ------------- | ------- | --------- | --------------- | ---------------- | ---- |
| Dimitru Cosma |         |           |                 |                  | 1995 |

| - Tibor Csampar, 2001 - József Csedrik & Klementina Csedrik (Gulovich), 1999 - Lászlóne Csermak (Müller Antalné), 1997 - Imre Csik & Rozália Csik; Sohn Imre Csik, 1995 - Ferenc Csilik & Anna Csilik, 2001 | - Malvina Csizmadia, 1965 - Mária Csizmadia-Kovács, 1995 - Irén Csizmadia-Surányi, 1995 - Imre Csombo & Emilia Csombo, und ihre Mutter Emma Benedek, 2007 - Árpádné Csonka und Bruder Béla Serégely Tochter Melinda Reményi, 2000 |

### D
| Name          | Geboren | Gestorben | Ort der Rettung | Grund der Ehrung | Jahr |
| ------------- | ------- | --------- | --------------- | ---------------- | ---- |
| Györgyne Daby |         |           |                 |                  | 1998 |

| - István Dako & Rozália, 1998 - Sándor Dako, 2001 - Alexander Daniel, 1989 - Endréné Darvassy (Sajti, Ilona), 1995 - Istvánné David (Sarosi, Julianna), 1997 - Erzsébet David, 2001 - Theresa De Kerpely, 1992 - Eugene De Thassy, 1993 - Károly Debreczeni & Klara (Sladky), 2009 - Irén Degi & Janos, 1998 - Vera Demény, 1988 - András Demeter & Mária Demeter (Kopacs), 1998 | - Ákos Dencz & Zsuzsanna Dencz, 2002 - Manci Dessauer & Pál, 1995 - Pál Dobek (Gyöngyössy), 1985 - Károly Dobos & Ilona, 1994 - Elisabeth Dobran-Mikacs, 1997 - Erzsébet Dobrossy, 1995 - Mária Dobrovics, 1968 - Gabriella-Júlia Dombi Mutter Etelka Dombi, 1993 - Zoltánné Dombrádi (Gula, Ilona), 2010 - Mihály Domjan & Emma, 1996 - Jenő Domokos, 1994 - Kálmán Dreisziger & Karolin, 1981 |

### E
| Name                  | Geboren | Gestorben | Ort der Rettung | Grund der Ehrung | Jahr |
| --------------------- | ------- | --------- | --------------- | ---------------- | ---- |
| Krisztina Eisenberger |         |           |                 |                  | 1998 |
| Mihály Eisenberger    |         |           |                 |                  | 1998 |

| - Helena Elias (Tóth), 1976 - Klári Engel, 1999 - Kató Eőry (Matyassy née Simkó Erzsébet) & Tochter Ruby Ernőne (Mátyássy Erzsébet), 2009 | - György Erdélyi, 2006 - Kálmán Erőss & Rózsa Erőss, 1998 - Tibor Erőss, 2001 |

### F
| Name          | Geboren | Gestorben | Ort der Rettung | Grund der Ehrung | Jahr |
| ------------- | ------- | --------- | --------------- | ---------------- | ---- |
| Erzsébet Fajo |         |           |                 |                  | 1986 |

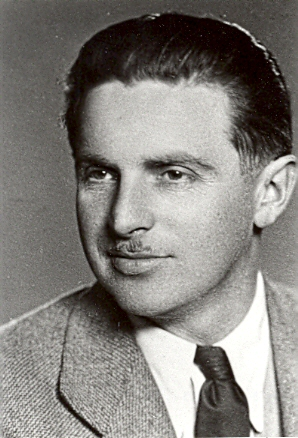
Kálmán Ferenczfalvi, 1946

| - József Falaky, 2000 - István Farkas und Ehefrau, 1987 - Kálmán Farkas, 1987 - Zsuzsa Farkas, 1987 - Miklós Farkas & Anna Farkas, 1991 - George Farkas, 1991 - Jánosné Farkas (Fekete, Mária), 1996 - Béla Farkas, 1998 - József Farkas (Gerechter unter den Völker), 1999 - Lajos Farkas, 2011 - Imre Farkass, 1996 - József Fazekas & Irma, 2002 - Edéné Fekete (Bucher, Kornelia), 1993 - Rozália Fekete, 1995 - Sándor Fekete, 1995 - György Fenyvesi & Éva Fenyvesi, 2007 | - István Fenyvesi & Margit Fenyvesi, 2007 - Kálmán Ferenczfalvi, 1987 - Béni Ferenczy & Erzsébet Ferenczy, 1990 - Ferenc Fertitics, 1981 - Olga Fischer-Kovács, 1987 - János Fittler & Julia Fittler, 2001 - Ferenc Fittler & Mária Fittler, 2001 - János Fodor & Etelka Fodor, 1997 - Károly Fodor, 2005 - Ica Földessy, 2011 - András Forrás & Eltern: Károly Forrás & Ilona Forrás, 1999 - Dezső Franko & Franzi Franko, 1980 - Mátyás Frohlich & Ilonka Frohlich, 2006 - Emy Fülöp, 1984 - János Fülöp, 1991 - Lajos Fülöp, 1992 |

### G
| Name          | Geboren | Gestorben | Ort der Rettung | Grund der Ehrung | Jahr |
| ------------- | ------- | --------- | --------------- | ---------------- | ---- |
| Gergely Gábor |         |           |                 |                  | 2011 |

| - József Gabrovitz, 1989 - Gyulané Gál, 1992 - Mártonné Galántai (Ilona) & Mutter Bélané Nagy, 1998 - Katalin Gallasz; Schwester Rozália, 2004 - Józsefne Gáti (Schulz, Ana), 1991 - Augusta Gervay, 1987 - Lajos Gidófalvy, 1996 - András Gimes, 1994 - Sándor Girnt & Ehefrau, 1993 - Illés Golopencza, 1989 - Jenő Gombay, 2002 - Federika Gorgey de-Thierry; Sohn Guido Gorgey, 1997 | - Györgyne Gorup, 1996 - Borbála Gosztonyi (Jurisics), 1995 - Rozália Grosz & Sohn Bondi Grosz, 1979 - Ferenc Gunda & Etel Gunda (Cziráki), 2010 - Hildegard Gutzwiller, 1995 - László Gyenge, 1997 - Stefan Gyulai, 1972 - Bélané Gyurcsik (Mikus Ilona), 1997 - Árpád Gyurk & Margit, 1998 - Ottó Gyurk, 1998 - Andrásné Gyurosi (Pacskó Rozália); Tochter Csala Sándorné (Gyurosi Rozália), 2005 |

### H
| Name        | Geboren | Gestorben | Ort der Rettung | Grund der Ehrung | Jahr |
| ----------- | ------- | --------- | --------------- | ---------------- | ---- |
| Ödönné Haas |         |           |                 |                  | 2008 |

| - Kálmánné Haffner (Anna Hodossy), 1998 - Otto Haggenmacher, 2003 - Kornelné Hay, 2011 - Györgyi Hajdu & Eltern György Hajdu & Camilla Hajdu, 2000 - Anna Hajnal (Lengyel, Balazsné), 1998 - Lajos Haklik, 2009 - Károly Halász, 2009 - Gyula Halmi & Lujzi Halmi, 2002 - László Hamar & Klemi Hamar, 1999 - Mátyás Hankó & Teréz Hankó, 1991 - Vilmos Hannak, 1998 - Kornélné Hay, 2011 - Imre Haynal, 1998 - Zoltán Hegedűs & Erzsébet Hegedűs, 1978 - József Hegedűs & Zsuzsanna Hegedűs, 1978 - Ernő Hegymegi, 1992 - Erzsébet Heintz, 1988 - Antal Hencsey, 2003 - Géza Herczeg und Ehefrau, 1985 - Józsefné Herget, 1989 | - Lajos Hesz & Ehefrau, 1993 - Dezső Hevesy, 1989 - Ágoston Hidas, 1998 - Anna Hircsu, 1991 - József Hittrich & Ehefrau, 1995 - Ferencné Hodos (Knechtl Irma); Tochter Aranka Hodos, 1996 - Tivadarné Homonnay (Iren); Tochter Mária Homonnay, 1997 - Charles-Károly Horváth & Rozália Horváth, 1968 - Irén Horváth, 1978 - Mária Horváth, 1982 - Kálmán Horváth, 1994 - Lujza Horváth, 1995 - Kálmán Horváth, 2000 - Mária Horváth (Honza), 2008 - Elek Horváth & Elekné Horváth, 1965/01 - Magdaléna Horváth -Szendori, 1993 - Antal Hranyó, 1998 - Sándor Hubay & Katalin Hubay, 1985 - István Huller, 1998 |

### I
| Name            | Geboren | Gestorben | Ort der Rettung | Grund der Ehrung | Jahr |
| --------------- | ------- | --------- | --------------- | ---------------- | ---- |
| István Iharossi |         |           |                 |                  | 1998 |

| - Andorné Indig (Fialkovics, Mária), 2002 | - Imre Irsay & Ehefrau; Sohn György Irsay, 1994 - Endre István, 1979 |

### J
| Name          | Geboren | Gestorben | Ort der Rettung | Grund der Ehrung | Jahr |
| ------------- | ------- | --------- | --------------- | ---------------- | ---- |
| Juliana Jakab |         |           |                 |                  | 2002 |
| Zoltán Jakab  |         |           |                 |                  | 2002 |

| - Zoltánné Jambor (Samak Katalin), 1995 - Jakab János, 1979 - Erzsébet János, 2000 - Pál Janovics & Ehefrau, 1995 - József Járay, 1998 - Lajos Jarmer & Julia Jarmer (Tekes), 1989 | - Andor Járosi & Laura Járosi, 1999 - Almos Jaschik, 1998 - Béla Jászai & Ehefrau, 1991 - Jánosné Jászai (Oláh Erzsébeth), 2004 - György Jobbágyi, 1998 - Sister Margit Juhász, 1985 - János Jurinkovits, 2003 |

### K
| Name        | Geboren | Gestorben | Ort der Rettung | Grund der Ehrung | Jahr |
| ----------- | ------- | --------- | --------------- | ---------------- | ---- |
| Márton Kaba |         |           |                 |                  | 1982 |

| - Mihály Kadek & Eszter Kadek, 2008 - Antal Kaiser & Ehefrau, 1992 - Gyula Kajdacsy, 1995 - Mihályné Kajdacsy-Gal (Julia), 1993 - Kázmér Kállay, 1994 - Ferenc Kalló, 2004 - János Kálmán, 1984 - Arturné Kamarás (Tóth Ilona), 2000 - Gyula Kandó & Ata Kandó, 1998 - József Kanizsay, 1990 - Mária Kántor, 2008 - Stefan Kántor & Juliana Kántor, 2011 - Katalin Karády, 2004 - Sára Karig, 1985 - Alexander Kasza-Kasser, 1997 - Sándor Kaufmann, 2005 - Pastor András Keken, 1994 - Zoltán Kékesi, 2004 - Krizosztom Kelemen, 1998 - Géza Kelemen, 2006 - Emil Kelenhegyi, 1995 - Mária Kennedy-Babar, 1994 - András Kepes & Ehefrau Ilonka Kepes (Harjay), 1991 - Margit Kereszturi (Kirino), 2011 - Dezső Kertész, 1981 - Béla Király, 1993 - Vince Király & Krisztina Király; Sohn Vince Király, 1997 - Ödön Kisházi und Stiefsohn Ervin Kisházi (Popik), 2003 - Barna Kiss, 1968 - Sándor Kiss & Eszter Kiss, 1981 - Géza Kiss, 1989 - Károlyné Klement, 1989 - Pál Klinda, 1995 - Ferenc Kóbor & Teréz Kóbor, 1996 - Gábor Kocsis & Mária Kocsis, 1995 - Ferenc Koehler, 2003 - György Kohari, 1998 - Ferencné Kolonits und Paula Holka & Töchter Margit, Ilona & Paula, 2007 | - István Komjáthy & Julianna Komjáthy & Sohn Endre Komjáthy, 1998 - József Konarik, 1992 - Erzsébet Koncsek-Limpek & Jozef Koncsek-Limpek, 1981 - Géza Koncz & Irén Koncz, 1997 - László Konrády, 1989 - József Kopacsi & Ilona Kopacsi; Sohn Sándor Kopácsi, 1987 - Erzsébet Kophazy, 1985 - Rosalia Korecs & her brother Torok, 1998 - Pastor Emil Koren & Magda Koren, 1987 - Vilmos Koreny-Scheck & Ilona Koreny-Scheck (Findeisen), 2010 - Dezső Körmendi, 2004 - Antal Korosi, 1966 - Florian Kosak & Katalin Kosak (Takacs), Sohn József Kosak, 2010 - Ferenc Kosaras & Erzsébet Kosaras, 2003 - Joahim Koszorus & Mrs., 2011 - János Köteles & Margit Köteles, 1998 - Katalin Kovács (Gerechter unter den Völkern) & Kinder Joseph Kovács & Anna-Mária Kovács, 1986 - Jozef Kovács, 1986 - Gyula Kovács (Gerechter unter den Völkern 1991) und Ehefrau, 1991 - Gyula Kovács (Gerechter unter den Völkern 1997), 1997 - Margit Kovács & Schwester Erzsébet Kovács, 1999 - Ferenc Kővari, 1993 - Sándor Kövér, 2010 - Jenő Kövesi, 1992 - Kálmán Kraici, 1990 - Károly Krautheim-Kárpáti & Terezia Krautheim-Kárpáti, 2001 - Gyulané Kreszacs (Szőnyi Róza), 1998 - Zoltán Kubinyi, 1990 - Anna Kudor & Pál Jenő, 1996 - Etelka Kuntich, 1998 - Józsefne Kurunczy; Töchter Irma Kurunczy, Mária Kurunczy, 1991 |

### L
| Name          | Geboren | Gestorben | Ort der Rettung | Grund der Ehrung | Jahr |
| ------------- | ------- | --------- | --------------- | ---------------- | ---- |
| Ana Laaber    |         |           |                 |                  | 1994 |
| Mátyás Laaber |         |           |                 |                  | 1994 |

| - Endréné Ladányi (Czifra Mária), 1994 - Károly Langer, 1995 - Mária Lang-Széll, 1982 - Andrásné Lefler; Söhne Geszti Lefler und László Lefler, 1998 - Piroska Lengyel, 1991 - Pál Lengyel, 1994 - Sándorné Lengyel; Söhne: Balázs Lengyel und Sándor Lengyel, 1997 - Edit Liedermann & Margit Liedermann, 1997 - Celestine Loewenberg-Loen, 1968 | - Balázs Lőrincz & Mária Lőrincz (Mizerak), 2005 - Sándor Lőrincz & Schwester Margit Kovács, 2007 - Istvánné Losonci, 1998 - Antal Lukács, 1992 - Simon Lukács, 1998 - Anna Lukács; Bruder Kálmán Lukács und Mutter Anna Kiss Lukács, 2001 - István Lukács, 2001 - Ilona Lukácsi, 2010 - Jolán Lukácsi, 2010 |

### M
| Name             | Geboren | Gestorben | Ort der Rettung | Grund der Ehrung | Jahr |
| ---------------- | ------- | --------- | --------------- | ---------------- | ---- |
| Ana Macasovic    |         |           |                 |                  | 1988 |
| István Macasovic |         |           |                 |                  | 1988 |

| - Ivan Magyar & Mária Magyar; Sohn Vasilij Magyar, 1994 - Pesa Erzsébet Majoros-Gyuláné, 1980 - Mária Makai, 1998 - Margit Eugenie Mallasz, 2011 - Elizabet Mariczek & Gusti Mariczek, 2001 - József Maros, 2003 - Margit Marossy, 2001 - István Márton, 1982 - Áron Márton, 1999 - Ede Matai & Erzsébet Matai, 1996 - László Matai, 2000 - Elek Máthé & Klára Máthé, 1985 - Etelka Matusek (Stolicz) & Tochter Szilvia Kontos, 2008 - Miklós Mátyás, 1998 - Károly Megyeri, 1989 - Mihály Meixner, 1998 - Erzsébet Mészáros, 1987 - Istvánné Mészáros, 1994 | - András Mészáros, 2006 - Károly Metszőssy & Borbála Metszőssy, 1997 - Irene Metzger, 1994 - Frederick Metzger, 2005 - Ferenc Mező & Anna Mező (Kurucz), 2007 - László Michnay, 1964 - Marik Miklós, 1994 - Gusztáv Mikulay, 1981 - János Mohácsi & Gizella Mohácsi; Kinder János Mohácsi & Gizella Mohácsi, 2001 - István Molnár (Gerechter unter den Völkern) & Ehefrau; Sohn Sándor Molnár, 1992 - Ilona Molnár, 2006 - Erzsébet Móricz & Károly Keresztes, 1996 - Béla Móricz, 1998 - István Mozer, 1998 - József Mravik, 1994 - Rózsi Murányi, 1969 |

### N
| Name        | Geboren | Gestorben | Ort der Rettung | Grund der Ehrung | Jahr |
| ----------- | ------- | --------- | --------------- | ---------------- | ---- |
| László Nagy |         |           |                 |                  | 1992 |

| - Árpád Nagy & Ehefrau, 1998 - Andrásné Nagy & Erzsébet Nagy, 1998 - József Nagy & Ida Nagy, 2008 - István Nagy, 2009 - Istvánné Nagy (Ilona Klára Koreny-Scheck), 2010 - András Nagy, 2011 - Imre Nagy, 2011 - Vilmos Nagy, 1965 - Lajos Nagybaczoni Nagy, 1996 - Gilbert Nagymányoki, 2004 | - Katalin Nemes, 2000 - Ilona Nemes (Vaskó), 2011 - Lajos Nemes-Takács & Gizella Nemes-Takács & Tochter Magdolna Nemes-Takács, 1985 - Gyulané Németh (Bartko, Hilda), 1997 - Lászlóné Németi (Renner, Elsie), 1993 - Alexander Nikulin, 1999 - Gyula Nits & Alice Nits, 2001 - István Novák, 1985 - József Nyeste, 1990 - Roca Nyitrayné (Margit Kovács), 1998 |

### O
| Name          | Geboren | Gestorben | Ort der Rettung | Grund der Ehrung | Jahr |
| ------------- | ------- | --------- | --------------- | ---------------- | ---- |
| László Ocskay |         |           |                 |                  | 2002 |

| - Alexander Odescalchi-Elba, 1999 - György Oláh & Mutter Mária Oláh-Kondor, 1989 - Mária Olt & ihr Vater József Lang, 1979 - Lajos Ónody, 1994 | - Jánosné Orosz (Anna Foritz), 1992 - Géza Ottlik & Ehefrau, 1989 - Piroska Ozoray, 1996 - Imre Ozoray & Kinder Mária Ozoray & Imre Ozoray, 1986/2002 |

### P
| Name        | Geboren | Gestorben | Ort der Rettung | Grund der Ehrung | Jahr |
| ----------- | ------- | --------- | --------------- | ---------------- | ---- |
| Béla Paduch |         |           |                 |                  | 2003 |

| - Gáspár Pahi, 1991 - Dénes Pálffy, 1995 - Dénesné Pálffy, 2000 - Otto Palotai-Plesche & Mariska Palotai-Plesche, 1993 - Károlyné Pápai (Vancsura, Julia), 1990 - Viktor-Győző Papp, 1990 - Lajos Pásztor & Lajosné Pásztor, 1991 - Imre Pattantyús, 2000 - Pál Pátzay & Herta Pátzay, 1998 - Julia Peiper, 1979 - Katalin Peitl-Rózsa, 2003 - István Péntek & Ehefrau, 1994 | - Géza Petényi, 1983 - Lajos Péter, 1989 - László Petrovics, 1985 - Jenő Piller, 1992 - Andrásné Pobozsny, 1995 - István Poltz, 2003 - István Poór & sein Sohn Miklos Poór mit Ehefrau, 1991 - Veronika Porocai, 1986 - József Prugberger, 2004 - Ignacz Puppi, 2003 - János Purgat & Ehefrau & Tochter Piroska Purgat, 1988 - Lajos Puskás, 2006 |

### R
| Name       | Geboren | Gestorben | Ort der Rettung | Grund der Ehrung | Jahr |
| ---------- | ------- | --------- | --------------- | ---------------- | ---- |
| Dezső Rabl |         |           |                 |                  | 2009 |
| Ida Rabl   |         |           |                 |                  | 2009 |

| - Vali Rácz, 1991 - Sándor Ráczkevy-Eötvös & Blanka, 1998 - Lászlóné Rádai (Erzsébet), 2001 - József Radics, 1994 - József Radics & Ehefrau, 2000 - Jacob Raile, 1991 - Károly Rajtényi & Etelka Rajtényi und Sohn József Rajtényi, 2008 | - Klára Rath (Mutter Superior), 2010 - Vilma Krisztina Reich-Koor, 1994 - Zsuzsanna Reszeli & dght. Karolina, 2009 - Imre Reviczky, 1965 - Katalin Ritzky & Mutter Antalné, 1998 - Károly Rohringer & Sára Rohringer, 1978 - Berta Rosenspitz und Schwester Renata Rosenspitz, 2011 - György Ruzicskay, 1978 |

### S
| Name          | Geboren | Gestorben | Ort der Rettung | Grund der Ehrung | Jahr |
| ------------- | ------- | --------- | --------------- | ---------------- | ---- |
| Kálmánné Sági |         |           |                 |                  | 2000 |

| - Salkaházi Sára, 1969 - Daniel Sándor & Irma Sándor; Sohn József Sándor, 1994 - Ferencné Sándorfy (Ruzicska Ilona), 2009 - Mária Sátori (Pál), 1992 - József Sátori & Ehefrau; Kinder József Sátori & Sándor Sátori, 1995 - Imre Schadl, 1995 - Ferenc Schaffer & Ehefrau, 1990 - Ferencné Schanda (Kiss, Judith), 1992 - Cecilia Schindele, 1983 - Katarina-Katalin Schuck, 1985 - Elmer Schwartz, 2009 - Julia Schweder, 1989 - Sándor Sebestyén, 2007 - Balázs Simon, 1991 - Eleonora Sipos, 1977 - Margit Slachta, 1977 - Gáspárné Soltész, 1997 - Károly Somogyi, 1990 - Zoltán Spontak, 1994 - Margit Sterneder, 1979 - Mihály Stogli & Mariska Stogli, 2006 - Károly Stolcz & Eta Stolcz, 1995 - Eta Stolcz, 1997 - Zsigmond Stolcz & Katinka Stolcz, 2003 - Béla Stollar, 2003 - József Strahl, 2008 - Margit Straus & József Straus, 1964 - Magdalena Stroe, 2003 - Orban Struzziero & Irma Struzziero, 2008 - János Suru, 1999 - Imre Szabó, 1967 - Károly Szabó, 2012 - László Szabó (Gerechter unter den Völkern) & Erzsébet Szabó, 1969 - Árpád Szabó, 1970 - Sándorné Szabó, 1986 - Ferenc Szabó (Gerechter unter den Völkern), 1995 - Mária Szabó, 1995 | - József Szabó, 1998 - Imre Szabó & Éva & Tochter Éva Szabó, 2002 - Gyulané Szabó (Pál Ilona), 2002 - Gyula Szabó (Gerechter unter den Völkern), 2004 - Lászlóné Szabó (Ida Kuron), 2007 - Gyula Szabó (Gerechter unter den Völkern), 2011 - Imre Szabó, 2004 - János Szakadáti & Julianna Szakadáti, 1980 - Géza Szakál, 2006 - Pál Szalai, 2008 - István Szalkai, 1985 - Erzsébet Szapáry, 1998 - Károlyné Szász & Tochter Ilona Szász, 2000 - Béláné Szathmáry (Beck, Judith) & Nagy, Endre, 2001 - József Szatmári & Klára Szatmari, 1995 - Andor Szécsény, 1995 - Gyula Székely & Ágnes Székely, 2005 - Mária Szeleczky, 1986 - Margit Szelei, 1984 - Elizabeth Széles-Ross, 2003 - Istvánné Szemere; Tochter Éva Szemere, 1990 - Géza Szentes, 1985 - Mária Szentesi, 1985 - Endre Szervánszky, 1998 - Károlyné Sziga (Nagy Klara), 2003 - László Szijj & Lenke Szijj, 2004 - Kálmánné Szilvási (Demeter, Rózsa), 1998 - János Szirmai, 2006 - Rozalia Szokeova, 2011 - Elemér Szöllösy & Magdolna Szöllösy (Szénásy), 2008 - Béláné Szontagh (Roden, Ilona), 1999 - Béla Szontagh, 2001 - István Szőnyi & Melinda Szőnyi, Kinder Péter Szőnyi, Jolán Szőnyi & Zsuzsanna Szőnyi, 1984 - Péter Szörényi & Erzsébet Szörényi, 2011 - Gábor Sztehlo, 1972 - János Szuter & Jolana Szuter, 2011 |

### T
| Name       | Geboren | Gestorben | Ort der Rettung | Grund der Ehrung | Jahr |
| ---------- | ------- | --------- | --------------- | ---------------- | ---- |
| Ákos Talan |         |           |                 |                  | 1987 |

| - Terike Talosi, 2000 - Annus Tamás & Ferenc Tamás, 2001 - Erzsébet Tasnádi, 1994 - Anna Tátrai, 2001 - Gizella Tátrai (Csertan), 2007 - Mária Tellery (Mayer), 2011 - József Tellmann, 1999 - Mária Thomas (Holop), 2008 - Lajos Tiszolczy, 2011 - János Tomori, 1999 - Sándor Tonelli, 1998 | - Lajos Torda, 1998 - György Török, 1993 - János Tóth, 1994 - József Tóth (Gerechter unter den Völkern), 1994 - László Tóth (Gerechter unter den Völkern) & Ilona Tóth; Sohn László Tóth (Junior), 1995 - Magda Tóth, 1995 - János Tóth, 1999 - Aladar Trom, 2003 - Ilona Tukka, 1997 - Ilona Turbucz, 2001 - Istvánné Tury und Sohn József István Tury, 1991 |

### U
| Name          | Geboren | Gestorben | Ort der Rettung | Grund der Ehrung | Jahr |
| ------------- | ------- | --------- | --------------- | ---------------- | ---- |
| Sándor Ujváry |         |           |                 |                  | 1985 |

| - Irma Urányi, 2009 | - István Uranyi, 2009 - Ida Urr, 1989 |

### V
| Name          | Geboren | Gestorben | Ort der Rettung | Grund der Ehrung | Jahr |
| ------------- | ------- | --------- | --------------- | ---------------- | ---- |
| Alzbeta Valik |         |           |                 |                  | 1982 |
| Jan Valik     |         |           |                 |                  | 1982 |

| - Gizi Valu, 1999 - József Vámos, 2008 - Zsuzsanna Van, 1991 - Béla Vanczák, 1998 - Zsuzsanna Vanczák & Mutter Margit Vanczák, 2001 - Margit Váradi (Hedley) & Dezső, 1994/2001 - Lajos Varga (Gerechter unter den Völkern) & Manci Varga; Tochter Klári Varga, 1994 - Erzsébet Varga, 1994 - István Varga (Gerechter unter den Völkern), 2001 - József Varga (Gerechter unter den Völkern) & Józsefné Varga (Czienner, Amália), 2003 - János Varga (Gerechter unter den Völkern) & Mária Varga, 2003 - Irén Varga, 2009 - Mária Varga, 2009 | - Géza Várkonyi; Bruder Gyula Várkonyi, 1994 - Elvira Várkonyi & Sohn Richárd Várkonyi, 2001 - Boros Varlam & Tochter Elena Varlam, 1999 - Győzőné Vascsik (Juhasz Veronika); Tochter Gabriella Vascsik, 1997 - István Vasdenyey, 1969 - Gábor Vass, 1981 - Károly Vass (Gerechter unter den Völkern) & Aranka Vass, 1993 - István Vaszi, 2010 - Erzsébet Vekesné-Korzat, 1993 - Pastor János Victor, 1994 - Jánosne Victor, 2001 - József Vigh & Julianna Vigh, 1996 - József Vigh (Junior), 1997 - Jaki Vilmosné (Rajnai, Rozália) & Mutter Józsefne Vilmosne, 1995 |

### W
| Name         | Geboren | Gestorben | Ort der Rettung | Grund der Ehrung | Jahr |
| ------------ | ------- | --------- | --------------- | ---------------- | ---- |
| Gyula Wagner |         |           |                 |                  | 1993 |

### Z
| Name        | Geboren | Gestorben | Ort der Rettung | Grund der Ehrung | Jahr |
| ----------- | ------- | --------- | --------------- | ---------------- | ---- |
| Géza Zachar |         |           |                 |                  | 2003 |

| - Mária Zambo, 2004 - Ervin Zimándi, 1994 - László Zircz, 1988 - Kálmán Zolnay, 1995 - István Zsigmond, 2006 | - Zsigmond Zsille & Julia & Sohn Győző Viktor Zsille, 2000 - Ferencné Zsindely (Tüdős, Klára), 2001 - Andor Zsoldos, 1965 - Imréné Zsombok (Beck, Katalin), 1998 - István Zsuraffy & Rózsa Zsuraffy, 2008 |